# 切尔诺比奥
切尔诺比奥（義大利語：Cernobbio），是意大利科莫省的一个市镇。总面积11平方公里，人口7132人，人口密度648.4人/平方公里（2009年）。ISTAT代码为013065。